# Cephalophus rufilatus
Cephalophus rufilatus або червонобокий дуїкер — вид парнокопитних ссавців родини Бикові (Bovidae) . Це невелика антилопа, що мешкає в Західній та Центральній Африці від Сенегалу до Судану. Тривалість життя в неволі сягає 10-15 років.

## Опис
Червонобокий дуїкер - один із найменших дуїкерів, має зріст до 35 см, важить до 14 кг. Голова та тіло темно-сірого кольору біля хребта, шия та боки рудувато-коричневі. На вухах і морді є плями білої шерсті, по центру обличчя проходить темна смуга. Між рогами росте пучок чорного волосся, утворюючи невелику чорну гривку. Ноги блакитно-сірі. Статевий диморфізм маловиражений, але самці мають короткі, спрямовані назад роги довжиною до 9 см, тоді як самки безрогі, або їх роги помітно коротші. І у самців, і у самок є великі передочні залози, які додають опуклості щокам. Вони є притаманні всім предавникам роду Cephalophus, але у червонобокового дуїкера вони одні з найбільших. дуйкера вони більші, ніж у інших видів.

## Поширення
Червонобокий дуїкер походить із Західної та Центральної Африки, де його ареал простягається від Сенегалу та Гамбії на заході до Судану та долини Нілу на сході. Основним місцем його проживання є зарості в саванах  та лісові узлісся, але він також зустрічається в долинах річок, порослих слоновою травою ( Pennisetum purpureum ) або густими чагарниками, такими як Capparis (Capparis  spp.) та Acanthus (Acanthus arboreus).

## Поведінка
Червонобокі дуїкери територіальні, в основному живуть наодинці; одна або пара антилоп займає невелику територію протягом декількох місяців, а потім переміщується в інше місце. Територія мітиться виділеннями передочних залоз. Дуїкери найбільш активні рано вранці та незадовго до сутінків. Пересуваючись, вони пильно оглядаються; якщо побачать хижака, то опускають голови і пірнають у найближчі зарості. На них полює низка хижаків, таких як пардус ( Panthera pardus ), вінценосний орел ( Stephanoaetus coronatus ) та африканський скельних пітон ( Python sebae  ), але на них полює також і людина, яка, ймовірно, вбиває більше дуїкерів, ніж всі інші хижаки разом узяті.
Червонобокий дуїкер харчується листям, квітами та плодами, що падають з дерев, а також їсть гілочки, що ростуть на висоті до одного метра. Улюблені види їжі включають дику фінікову пальму (Phoenix reclinata ), африканський персик (Nauclea latifolia), капський інжир (Ficus capensis), свину сливу (Spondias mombin), африканське кремове яблуко (Annona senegalensis). Дуїкери відіграють важливу роль у поширенні деяких видів рослин.
І самці, і самки червонобоких дуїкерів досягають статевого дозрівання у дев'ятимісячному віці. Самка приходить в еструс раз на рік, а період вагітності становить близько восьми місяців. Народжується одне теля, зазвичай наприкінці посушливого сезону. Дуїкереня важить близько кілограма. Відразу після народження і при догляді за дитинчам, мати мітить його виділеннями з передочних залоз. Коли маля досягає 9 кг, і більше не потребує догляду батьків, він припиняє ссати молоко.

## Статус
Червонобокий дуїкер здатний до адаптації, і вирубування лісів з перетворенням їх на савани і сільськогосподарські угіддя тільки збільшили його ареал. Він досить чисельний в місцевостях, де проживає, хоча загальна кількість представників виду в цілому зменшується через сильний мисливський тиск. Червонобокий дуїкер був одним із чотирьох найпоширеніших видів бушміту в Республіці Гвінея, разом із дуїкером Максвелла (Cephalophus maxwelli), великим очеретяним щуром (Thryonomys swinderianus) та бушбоком (Tragelaphus scriptus' '). Однак він мешкає ще й в ряді заповідників, і Міжнародний союз охорони природи вважає їх такими, щро викликають найменше занепокоєння.